# گلوریا بل
گلوریا بل (انگلیسی: Gloria Bell) یک فیلم در ژانر کمدی-درام به کارگردانی سباستین للیو و بازی جولیان مور و جان تورتورو است که در سال ۲۰۱۸ منتشر شد. این فیلم بازسازی انگلیسی فیلم گلوریا (۲۰۱۳) اثر همین کارگردان است. 

## بازخورد
این فیلم در بازبینی جمعی سایت راتن تومیتوز بر اساس ۱۲۷ نقد امتیازی برابر با ۹۱٪ با میانگین ۷.۶۴ از ۱۰ کسب کرد. بر اساس این نقدها «فارغ از مسائل بصری و روایی گلوریا بل عمدتاً متکی به بازی جولین مور در نقش اصلی است و این بازیگر با موفقیت از پس این کار برآمده است.» متاکریتیک بر اساس ۳۷ نقد به فیلم امتیازی برابر با ۸۰ از ۱۰۰ داده است که نشان از نقدهای «عموماً مثبت» است.
ویلیم مامفورد از گاردین به فیلم چهار ستاره از پنج ستاره داده است و گفته در این فیلم «فراگیری گرمی وجود دارد که آن را جذاب می‌کند.» استیون دالتون از هالیوود ریپورتر نوشته کارگردان «گرچه فیلم اصلی را صحنه‌به‌صحنه بازسازی کرده است، اما در گلوریا بل عناصر کمیک بیشتری نسبت به فیلم اصلی قرار داده است.» پیتر دبروژ از ورایتی فیلم را «یکی از بهترین فیلم‌های با نقش اصلی زن در سده ۲۱ خوانده که با موفقیت از پس آزمون بکدل برآمده و نشان می‌دهد که چرا مور تا این‌حد مشتاق خلق دوباره آن بوده است.»